# Joan Manfredi
Joan Manfredi va ser fill natural de Ricard Manfredi i de Zeffirina Nordigli. Va néixer a Imola el 1324. Va ser armat cavaller per son pare el 21 d'agost de 1340.
Va ser senyor de Baccagnano, Montemaggiore, Cavina, Cerrone, Pozzolo, Zattaglia, Vedreto, Collina, Pozzo, Cesate, i Martignano del 1340 al 1371, senyor de Solarolo fins al 1368; senyor sobirà de Faenza del 1341 al 13 de setembre de 1356. Va ser senyor de Limadizio el 1350, de Bagnara el 1351, i de Calamello el 1359 i senyor de San Cassiano, Fornazzano, Brisighella i Rontana del 1359 al 1368, consenyor de Gambaraldo, Castiglionchio, Gattaia i Calamello (dels que es va apoderar son cosí Giovanni di Alberghetto), i consenyor (1340-1367) i senyor (1367-1368) de Bagnacavallo, i senyor de Fontanamoneta del 1367 al 1369.
Va morir a Faenza l'octubre de 1371. Estava casat amb Ginevra i va tenir quatre fills: Francesc Manfredi (exclòs de la primogenitura, que va ser senyor de Solarolo del 1381 al 1385, capità de l'exèrcit de Milà del 1360 al 1363, capità de Florència el 1375, i capità de Bolonya el 1385, i va morir a Bolonya el 1393), Astorgi I Manfredi, Zeffirina i Isabella (esposa de Ludovic de Barbiano comte de Cunio i senyor de la Massa llombarda.